# Gabriel Thomson
Gabriel Francis Marshall Thomson (ur. 27 października 1986 w Londynie) – brytyjski aktor, znany m.in. z roli Michaela Harpera w serialu komediowym Moja rodzinka.
Thomson był jednym z kandydatów do roli Harry'ego Pottera w serii filmów o nim, jednak ostatecznie wybrany do niej został Daniel Radcliffe.
W 2015 roku zrezygnował z aktorstwa w celu zostania prawnikiem.

## Filmografia
- 2010: Nocna bestia (13Hrs)
- 2001: Wróg u bram (Enemy at the Gates)
- 2000-2011: Moja rodzinka (My Family)
- 1999: The New Adventures of Pinocchio
- 1999: Great Expectations
- 1997: Painted Lady
- 1995: Józef (Joseph)